# Cowboy (1958)
Cowboy é um filme de faroeste de 1958 realizado por Delmer Daves e estrelado por Glenn Ford e Jack Lemmon. Este filme é uma adaptação do romance autobiográfico de Frank Harris My Reminiscences as a Cowboy. A personagem de Lemmon baseia-se em Harris. A sequência animada do título de abertura foi criada por Saul Bass.
Foi a primeira vez que o ator Jack Lemmon teve um papel principal no cinema, ao lado do astro Glenn Ford, que teve um dos melhores desempenhos da sua carreira neste filme, depois do desempenho e sucesso que alcançou no filme 3:10 to Yuma (1957).

## Sinopse
Frank Harris (Jack Lemmon) mudou-se para Chicago e tornou-se recepcionista de um hotel hotel, mas deseja entrar no comércio de gado para fazer fortuna. Ele  se apaixona por uma hóspede, Maria Vidal (Anna Kashfi), mas o pai da moça, Señor Vidal (Donald Randolph), descobre o relacionamento dos dois e retorna para o México com a filha.
Enquanto isso, Tom Reece (Glenn Ford), um conceituado vaqueiro, acaba de chegar ao hotel  depois de passar  meses no campo e ele fecha negócio com Vidal para comprar seu gado. Mas, ele perde todo seu dinheiro em uma partida de póquer, então Frank vê uma oportunidade concretizar o seu sonho e de ir atrás de Maria e empresta dinheiro para Tom a troco de uma parte do seu negócio de gado. 
Enquanto viajam, Harris  percebe que a vida de cowboy não é como ele imaginou e suas divergências com Reece e o restante do grupo começam a ficar mais evidente a cada dia.

## Elenco
- Glenn Ford como Tom Reece
- Jack Lemmon como Frank Harris
- Anna Kashfi como Maria Vidal, Arriaga
- Dick York como Charlie, Trailhand
- Rei Donovan como Joe Capper, Trailhand
- Brian Donlevy como Doutor Bender, Trailhand
- Víctor Manuel Mendoza como Paco Mendoza, Ramrod
- Richard Jaeckel como Paul Curtis
- Vaughn Taylor como Fawler, gerente do Hotel Chicago
- Donald Randolph como Señor Vidal, o pai da Maria
- James Westerfield como Mike Adams
- Eugene Iglesias como Don Manuel de Arriaga
- Frank DeKova como Alcaide

## Prémios e indicações
Cowboy foi nomeado para o Óscar de "Melhor edição" em 1958 e para o Directors Guild of America Award para "Extraordinária Realização Cinematográfica".